# Eurohippus
Eurohippus ist eine ausgestorbene Gattung der Unpaarhufer und ein früher Verwandter der heutigen Pferde, welcher im Mittleren und Oberen Eozän im mittleren und westlichen Europa lebte. Bedeutende und umfangreiche Funde stammen aus der Grube Messel, wo zahlreiche, teils vollständige Skelette überliefert sind. Die kleinen Tiere lebten im tropischen Regenwald und ernährten sich überwiegend blattfressend. Die hervorragenden Erhaltungsbedingungen in Messel erlaubten auch die Rekonstruktion verschiedener innerer Organe. Einzelne weibliche Individuen waren zum Zeitpunkt ihres Todes trächtig und trugen jeweils einen Fötus. Ursprünglich wurden die Vertreter von Eurohippus zur nahe verwandten Gattung Propalaeotherium gestellt. Einzelne Unterschiede im Skelettaufbau führten im Jahr 2006 zur Aufstellung der neuen Gattung Eurohippus. Mit E. parvulus und E. messelensis werden zwei Arten unterschieden.

## Merkmale

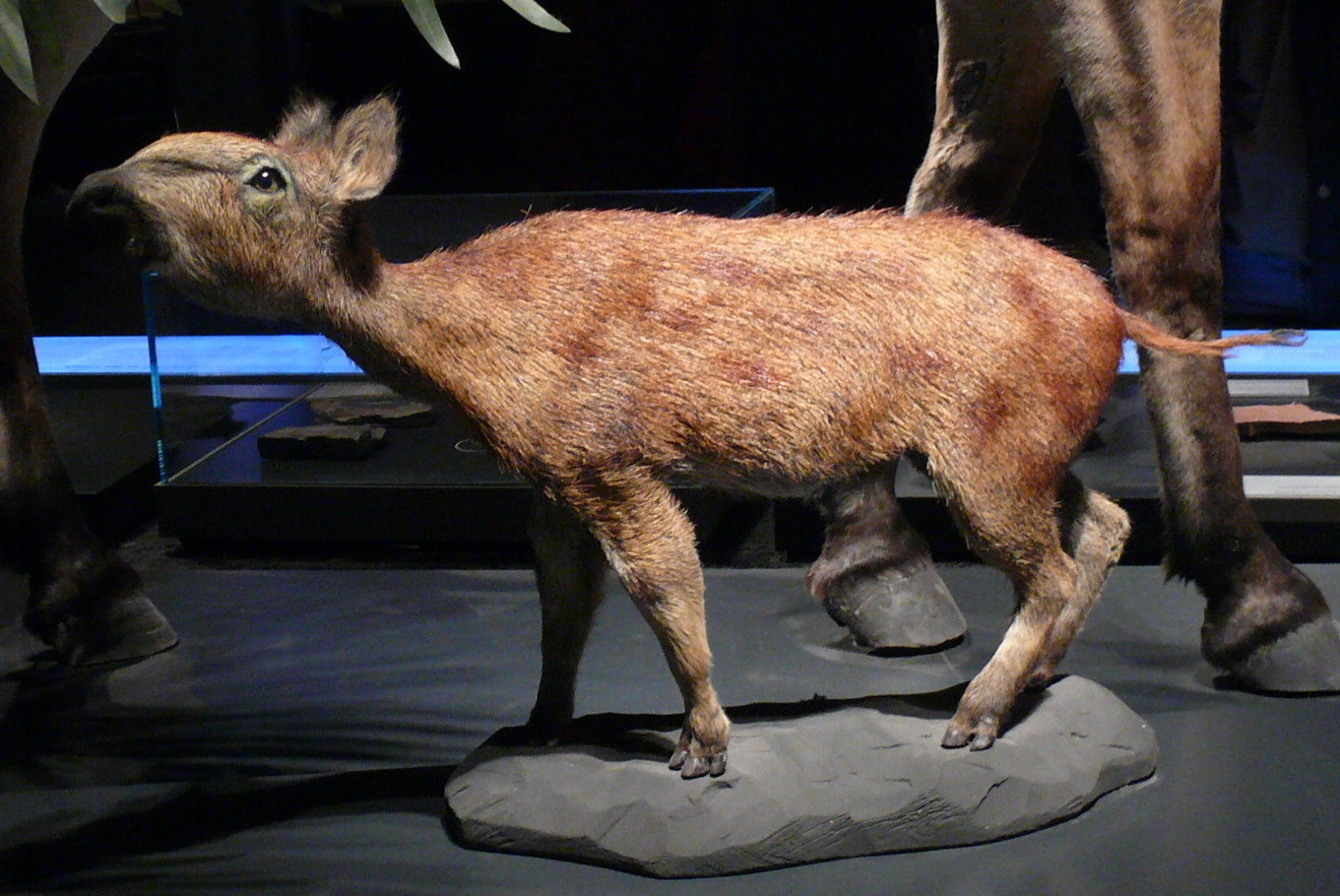
Lebendrekonstruktion von Eurohippus im Naturkundemuseum Berlin

Im Habitus ähnelte Eurohippus den anderen bekannten Gattungen der Palaeotheriidae und wies einen schlanken Körperbau mit deutlich gekrümmten Rücken auf. Es war kleiner und schlanker als Propalaeotherium aber größer als Lophiotherium. Die Schulterhöhe lag bei rund 30 bis 35 cm, das angenommene Körpergewicht betrug 5 bis 6,5 kg. Der Schädel wurde 13,4 bis 16,4 cm lang und war in Seitenansicht deutlich keilförmiger als bei Propalaeotherium. Der Naseninnenraum reichte bis kurz hinter dem Eckzahn und wies so eine Länge von 1,2 cm auf. Er wurde oben vom Nasenbein und unten vom Mittelkieferknochen eingerahmt, der Oberkiefer war somit ausgeschlossen. Sowohl das Nasenbein als auch der Mittelkieferknochen ragten vorn etwa gleich weit hervor, das Nasenbein endete hinten auf Höhe des letzten Prämolaren und des ersten Molaren. Das Foramen infraorbitale war relativ groß und saß oberhalb des vorletzten Prämolaren, die vordere Kante der Orbita hingegen oberhalb des zweiten Molaren. Da deren hinteres Ende in etwa durch die Sutur von Jochbein und Schläfenbein angezeigt wird, befand sich das Augenfenster somit etwa in der Mitte des Schädels. Das Scheitelbein überragte in seinem hinteren Abschnitt etwas das Hinterhauptsbein. Die Gelenkflächen des Hinterhaupts saßen am unteren Ende des Schädels und wiesen eine rundliche Form auf. An der Schädelbasis wurde die eher weite Glenoidgrube (welche den Schädel mit den Unterkiefer verbindet) hinten durch den knopfartigen Processus postglenoidalis begrenzt. Hinter diesem öffnete sich der Äußere Gehörgang.

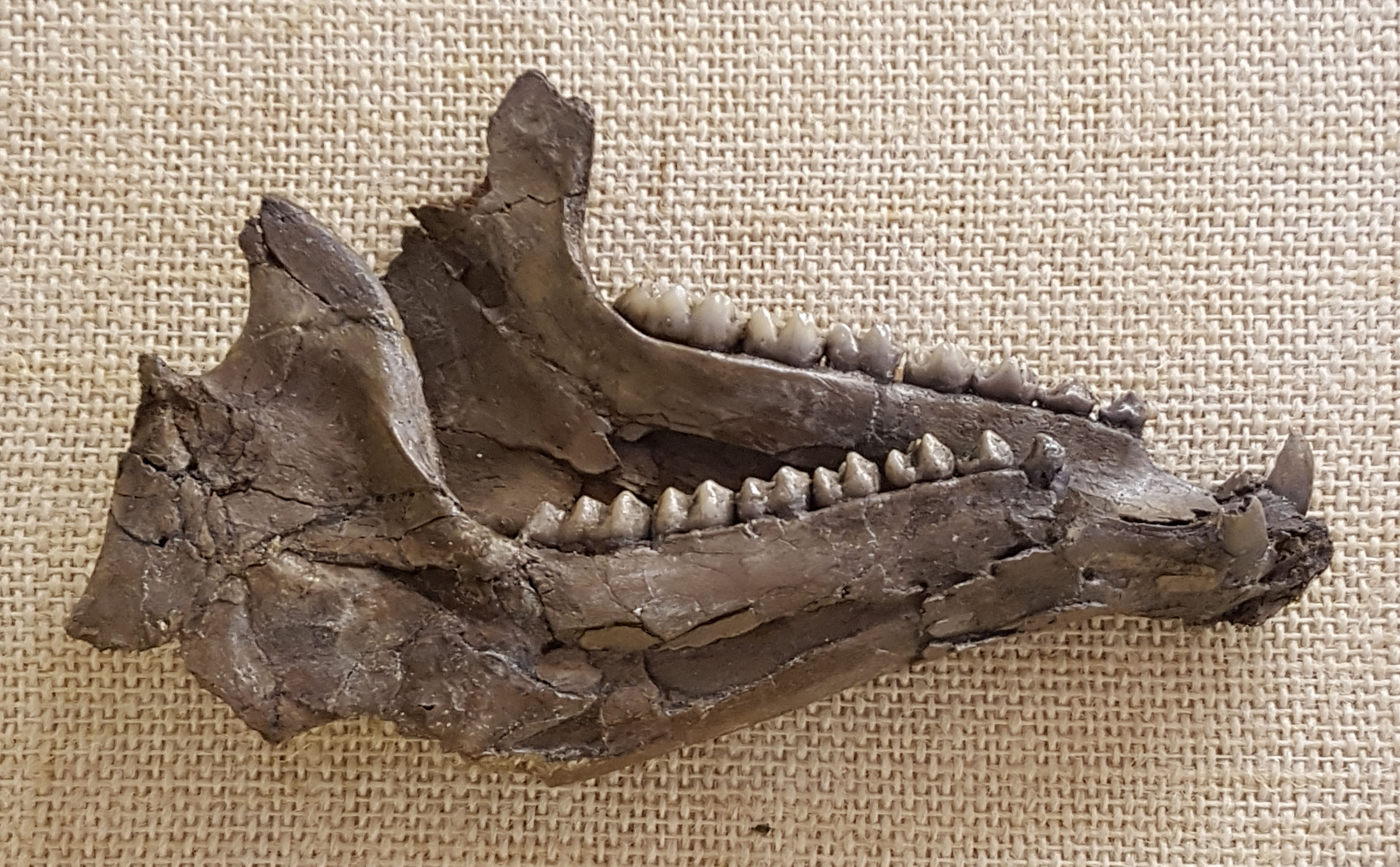
Unterkiefer von Eurohippus aus dem Geiseltal

Der Unterkiefer war langgestreckt mit Maßen zwischen 11 und 13 cm. Der horizontale Knochenkörper zeigte sich niedrig und verjüngte sich kontinuierlich nach vorn, unterhalb des letzten Molaren war er 1,9, unterhalb des letzten Prämolaren 1,5 cm tief. Die Symphyse am vorderen Ende zur Verbindung der beiden Unterkieferhälften setzte zwischen dem dritten und zweiten Prämolaren an. Hier beulte der Unterkiefer etwas nach unten auf. Ein großes Foramen mentale befand sich unterhalb und kurz vor dem ersten, ein zweites kleineres unterhalb des vierten Prämolaren. Der Kronenfortsatz des aufsteigenden Astes endete hakenförmig, er ragte und 2,5 cm über die Kauebene der Backenzähne. Eine tiefe Einbuchtung trennte ihn vom Gelenkfortsatz, der sich gut 1,3 cm über die Kauebene erhob und somit niedriger war. Am hinteren Ende des Unterkiefers zeichnete sich ein gerundeter Winkelfortsatz ab. Die Bezahnung des Gebisses bestand aus der vollständigen unreduzierten Zahnanzahl der Höheren Säugetiere und wies dadurch folgende Zahnformel auf: {\displaystyle {\frac {3.1.4.3}{3.1.4.3}}}. Die Schneidezähne waren klein und in Seitenansicht von rundlicher Gestalt. Im Unterkiefer formten sie einen deutlichen Bogen. Der Eckzahn wirkte dolchartig. Er stand oben und unten frei, da ihn jeweils ein ausgedehntes Diastema vom vorangehenden und nachfolgenden Zahn trennte. Eine weitere, markant kürzere Zahnlücke öffnete sich zwischen dem ersten und zweiten Prämolaren. Die Backenzähne charakterisierten sich durch deutlich niedrige Kronen (brachyodont), die Prämolaren waren unterschiedlich zu den Molaren, also nicht oder nur leicht molarisiert. Allerdings differenzierten sich auf den letzten beiden oberen Vormahlzähnen bereits lippenseitig der Para- und Metaconus aus dem Ectoloph (eine Scherleiste) heraus. Die unteren Prämolaren wiesen einen Haupthöcker auf, das Protoconid. Die Molaren besaßen aber schon zwei quergestellte Zahnschmelzleisten (bilophodont) auf den Kauflächen und waren nicht mehr so höckerig (bunodont) gestaltet wie noch bei älteren Gattungen, etwa Hyracotherium. Durch die Ausprägung eines stärkeren Hypoconulids am unteren hinteren Molar kam hier eine dritte Leiste vor. Cingula, also kleine vorstehende Zahnschmelzwulste, waren an der Außenseite der Mahlzähne generell schwach und nur am hintersten Molar länger ausgebildet. Die gesamte hintere obere Zahnreihe vom ersten Prämolaren bis zum letzten Molaren maß zwischen 5,1 und 6 cm, die Mahlzähne erstreckten sich dabei über 2,6 bis 3,2 cm Länge.
Der Bewegungsapparat ist weitgehend vollständig überliefert. Der Oberarmknochen maß zwischen 9 und 10,6 cm in der Länge. Sein Gelenkkopf war halbkugelig, die Artikulationsfläche dehnte sich zwischen dem großen und dem kleinen Vorsprung (Tuberculum majus und Tuberculum minus) aus. Ein mittlerer Vorsprung, wie er typisch für heutige Pferde ist, kam nicht vor. Am unteren Gelenkende bestanden einzelne auffällige Knochenleisten. Charakteristisch an der Elle war der vergleichsweise ausgedehnte obere Gelenkfortsatz (Olecranon). Mit einer Länge von 9,8 bis 11,4 cm übertraf die Elle den Oberarmknochen in ihren Ausmaßen. Der Oberschenkelknochen wurde zwischen 11,8 und 13,8 cm lang und besaß einen halbkugeligen Gelenkkopf. Dieser wurde um mehr als einen Zentimeter vom Großen Rollhügel (Trochanter major) überragt. An der Seite des Großen Rollhügels zeigte sich eine markante Knochenrippe. Ein dritter Rollhügel (Trochanter tertius) bestand etwa auf halber Schafthöhe an der Außenseite. Der untere Abschnitt des Hinterbeines war kürzer als der obere, was einen Unterschied zu den Verhältnissen am Vorderbein ergibt. Das Schienbein erreichte eine Länge von 10,5 bis 12,5 cm, das Wadenbein von 9,6 bis 11,3 cm. Die Gliedmaßen endeten wie bei allen frühen Pferdeverwandten des Eozäns in vier Zehen am Vorder- (Strahl II bis V) und drei Zehen am Hinterfuß (Strahl II bis IV). Allerdings kam am Vorderfuß noch ein rudimentärer Rest des Innenstrahls (I) vor, während am Hinterfuß ein solcher für den Außenstrahl (V) bestand. Eine ähnliche Beobachtung wurde bei dem frühen Pferdevertreter Sifrhippus gemacht. Der jeweils mittlere Strahl (III) hatte typisch für Unpaarhufer die größten Dimensionen. Am Vorderfuß übertraf er deutlich den zweiten, der wiederum größer als der vierte war. Ähnlich verhielt sich die Situation am Hinterfuß. In Übereinstimmung mit anderen pferdeartigen Formen war am unteren Gelenkende der Metapodien ein sagittaler Knochenrücken ausgebildet. Die Endphalangen sowohl der Vorder- als auch der Hinterfüße hatten gespaltene Spitze. Generell zeigten die Hinterfüße größere Dimensionen als die Vorderfüße.

## Fossilfunde

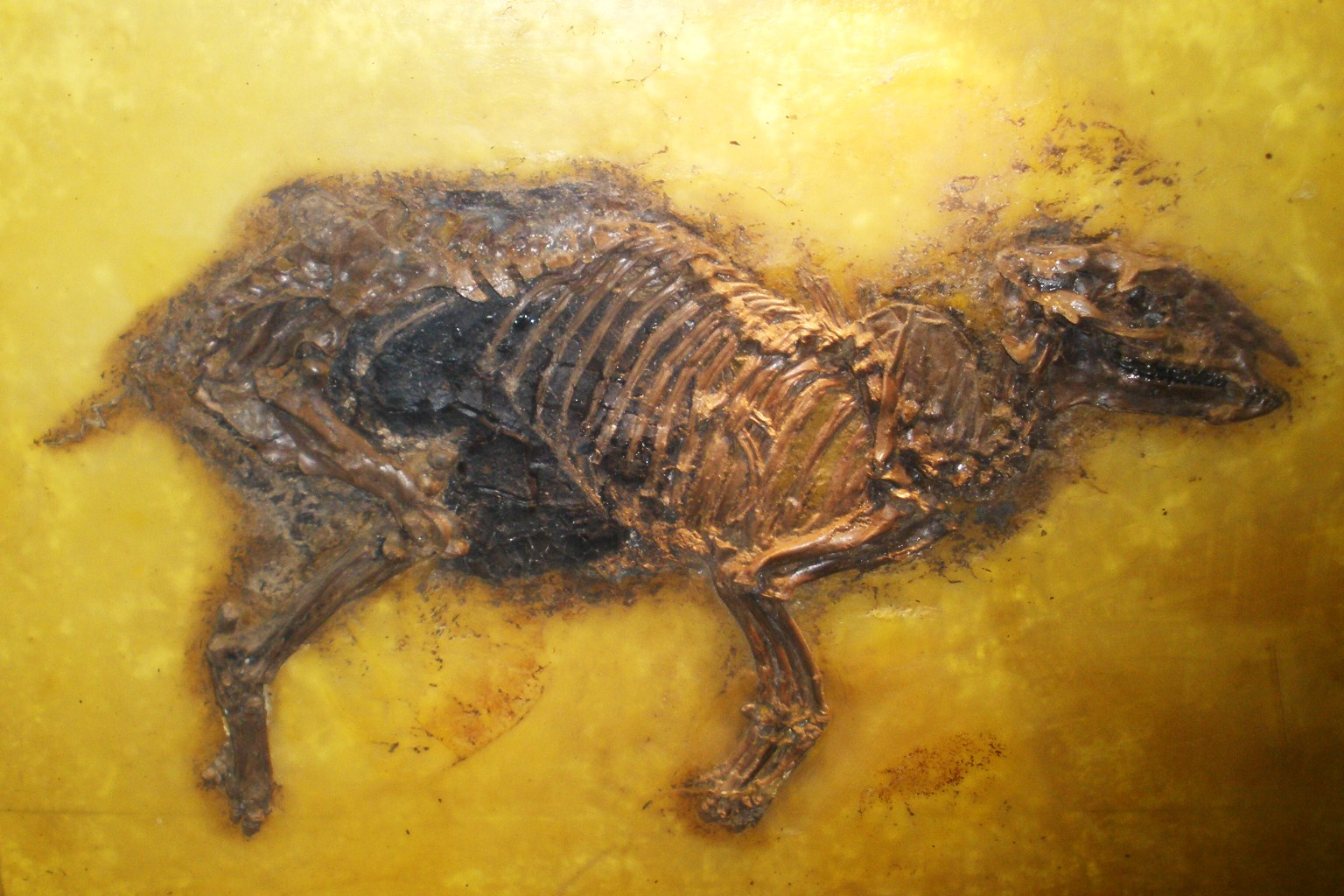
Skelett von Eurohippus aus der Grube Messel

Funde von Eurohippus wurden bisher in Mittel- und Westeuropa gefunden und datieren ins Mittlere bis Obere Eozän. Die frühesten Fossilien wurden bereits im frühen 19. Jahrhundert bei Argenton-sur-Creuse in Frankreich entdeckt. Bedeutendste Fundstelle aber ist die Grube Messel bei Darmstadt, welche dem Geiseltalium zugewiesen wird und wo allein mindestens 43, durch die Lagerung in Ölschiefer teils nahezu vollständige Skelette überliefert sind. Damit ist Eurohippus dort der häufigste Vertreter der Pferdeartigen mit Nachweisen von Individuen beider Geschlechter und unterschiedlicher Altersstufen. Recht zahlreich sind Funde von Eurohippus aus dem Geiseltal südwestlich von Halle belegt. Die Funde verteilen sich über die gesamte stratigraphische Abfolge mit Einzelfunden aus der Unterkohle und einer größeren Dominanz in der Mittel- und Oberkohle. Die Unterkohle entspricht in ihrer zeitlichen Einordnung etwa der der Grube Messel, die Mittel- und Oberkohle sind etwas jünger. Gefunden wurden hier überwiegend Schädel- und Gebissreste, die Gesamtanzahl beträgt etwa drei Dutzend Objekte. Weitere Funde mit Zähnen und Oberkieferfragmenten stammen aus der Grube Prinz von Hessen, ebenfalls aus der Nähe von Darmstadt. Zu den spätesten und nördlichsten Funden Europas zählen jene von Fürstenau in Niedersachsen und Gent in Belgien, die allerdings auch nur vereinzelte Zähne umfassen.

## Paläobiologie
Eurohippus lebte in den tropischen Wäldern, was vor allem die Funde aus der Grube Messel zeigen, wo anhand der exzellent erhaltenen Flora das Habitat der Art rekonstruiert werden kann. Hier lebten die Tiere als Buschschlüpfer, wie ihre Körperform annehmen lässt. Dabei ernährten sie sich hauptsächlich von weicher Pflanzenkost (browsing), was die niederkronigen Backenzähne mit ihrer teils höckrigen Oberflächenstruktur beweisen. Untersuchungen der ebenfalls hervorragend überlieferten Mageninhalte aus Messel ergaben Blattreste von wenigstens zwölf verschiedenen Arten von Lorbeergewächsen, darüber hinaus konnten fünf weitere Pflanzenfamilien, so Hickorynussbaum, Feigen, Myrten- und Hundsgiftgewächse, ermittelt werden. Weitere Untersuchungen ergaben auch unzählige Samenkörner von Weinrebengewächsen. Dies zeigt, dass auch Früchte noch einen erheblichen Anteil im Nahrungsspektrum hatten. Die aufgenommene Nahrung wurde möglicherweise wie bei den heutigen Pferden im Enddarm unter Beteiligung zahlreicher Mikroorganismen verdaut. Darauf lässt der Befund eines Tieres aus der Grube Messel schließen, der durch Bakteriennachzeichnung (Bacteriographie) der inneren Organe einen großen Blinddarm im Bereich der Lendenwirbelsäule aufzeigt, in dem noch Pflanzenmaterial erhalten ist. Ähnliches konnte auch bei der nahe verwandten Gattung Hallensia belegt werden.

Die Gebärmutter von Eurohippus, im Foto erkennbar als schwarzer Schatten; die Pfeile verweisen auf gefaltete Strukturen der einstigen Oberfläche

Trächtige Stute von Eurohippus mit Fötus im Röntgenbild

Darüber hinaus ließen sich auch Nachzeichnungen weiterer Organe identifizieren. Dazu gehört die Gebärmutter ebenfalls im Lendenwirbelbereich, die der der heutigen Pferde im Aufbau entspricht und eine mehrschichtige Wand besaß. Vereinzelt sind faltige Strukturen in der Wand erkennbar, die auf analoge Bildungen bei rezenten hochträchtigen Pferdestuten verweisen. Die Gebärmutter selbst ist über das Breite Mutterband mit der Lende und dem Becken verbunden, entsprechend den heutigen Pferden. Bei wenigstens einem halben Dutzend an Stuten von Eurohippus aus der Grube Messel fanden sich im Bereich der Gebärmutter noch Hinweise auf einen Fötus. Anzahl und Anordnung der Knochenreste sprechen für jeweils singuläre Föten, so dass die weiblichen Tiere von Eurohippus wie die heutigen Pferde je Geburt nur ein Fohlen zur Welt brachten. Dies ist typisch für einen engen Mutter-Jungtier-Sozialverband während der Aufzuchtszeit und wird als k-Strategie in der Fortpflanzung bezeichnet, bei der das Elterntier viel Zeit und Energie in die Aufzucht des Nachwuchses investiert. Ein vergleichbarer Befund liegt von einem Tier der Gattung Propalaeotherium aus dem Eckfelder Maar vor, so dass dies als typisch für die frühesten Vertreter der Pferdeverwandtschaft angesehen werden kann. Weiterhin ist durch die bakterielle Nachzeichnung der ehemaligen Weichteile bekannt, dass Eurohippus eine quastenförmige Schwanzbehaarung besaß und die Ohren eher kurz wie beim Wildpferd waren und nicht so lang und tütenförmig wie bei den heutigen Eseln und Zebras.
Für die Grube Messel ist etwa eine gleich große Anzahl weiblicher wie männlicher Individuen belegt. Ein ausgeglichenes Geschlechterverhältnis kann auf eine Sozialstruktur zurückzuführen sein, bei der Hengste noch keine so dominante Rolle spielten wie es bei heutigen Wildpferden der Fall ist. Demnach bestand wohl keine „Haremsstruktur“, die erst mit dem Aufkommen offenerer Landschaften und der dadurch bedingten größeren Bedrohung durch Beutegreifer entstand. Dafür sprechen auch einzelne anatomische Merkmale bei Eurohippus wie etwa die bei Hengsten und Stuten verhältnismäßig ähnlichen Körpergrößen und die sich in ihrer Dimension nur geringfügig unterscheidenden Eckzähne. Ein markanter Geschlechtsdimorphismus besteht dagegen im Bau des Beckens. So ist der Beckenkanal bei Stuten weiter als bei Hengsten, bei denen die Öffnung durch Vorsprünge des Darmbeins eingeengt wird.

## Systematik
Eurohippus ist eine Gattung aus der Überfamilie der Equoidea (Pferdeartige) und der Unterordnung der Hippomorpha innerhalb der Ordnung der Unpaarhufer (Perissodactyla). Dabei bestehen unterschiedliche Ansichten zur taxonomischen Stellung der Gattung innerhalb der Equoidea. In seiner Erstbeschreibung von Eurohippus favorisierte Jens Lorenz Franzen im Jahr 2006 eine Zuweisung zur Familie der Equidae und damit in die frühe Verwandtschaft der heutigen Pferde (Equus). Er platzierte Eurohippus in die Unterfamilie der Hyracotheriinae mit engerer Beziehung zu Hyracotherium, Propalaeotherium und Lophiotherium. Allerdings ist in der Forschung eine Stellung dieser Unterfamilie und der darin enthaltenen Formen innerhalb der Equidae umstritten und wird vorwiegend von mitteleuropäischen Forschern befürwortet, die diese als Basisgruppe in der Entwicklung der Pferde ansehen. Andere, häufig angloamerikanische Forscher bevorzugen dagegen eine Zuordnung der hyracotheriinen Pferdeformen innerhalb der weitgehend nur aus Eurasien bekannten Familie der Palaeotheriidae, welche die Schwestergruppe der Equidae bilden. In jüngerer Zeit kamen jedoch auch Stimmen für eine Zuweisung der Hyracotheriinae zu den Pferden auf. Der Unterschied der Palaeotheriidae zu den frühen Vertretern der Pferde besteht in teils höheren Zahnkronen an den Backenzähnen, einen größeren Naseninnenraum, längere Wirbelkörper und gegenüber den Mittelfußknochen längere Mittelhandknochen. Die innere Gliederung der Palaeotheriidae (und der frühen Pferdeverwandtschaft allgemein) ist komplex und noch nicht vollständig geklärt. Mehrere phylogenetische Analysen sehen Eurohippus zusammen mit Lophiotherium gegenüber einer Klade stehend, die sich aus Propalaeotherium, Palaeotherium und Plagiolophus zusammensetzt. Beide letztgenannten Vertreter bilden die Unterfamilie der Palaeotheriinae und zusammen mit den beiden zuerst erwähnten Gattungen die Kronengruppe der Palaeotheriidae. Andere, urtümlichere Angehörige wie Pachynolophus sind weiter außen positioniert (und gehören der Unterfamilie der Pachynolophinae an). Dem gegenüber leitete Franzen im Jahr 2006 Eurohippus stammesgeschichtlich von Pachynolophus und Propalaeotherium gleichzeitig von Propachynolophus her.
Es werden zwei Arten unterschieden,
- E. parvulus (Laurillard, 1849)
- E. messelensis (Haupt, 1925)

Die Gattung Eurohippus wurde im Jahr 2006 von Jens Lorenz Franzen wissenschaftlich erstbeschrieben. Der Name leitet sich vom Kontinent Europa und der lateinischen Bezeichnung hippus für „Pferd“ her. Die forschungsgeschichtlich ersten Fossilfunde kamen bereits 1849 in Les Prunes bei Argenton-sur-Creuse (Frankreich) zu Tage und wurden von Charles Léopold Laurillard als Lophiodon parvulum beschrieben. Ludwig Rütimeyer setzte diese 1891 mit Propalaeotherium gleich und bezeichnete sie als P. parvulum. Der Holotyp stellt ein einzelner erster oberer Molar dar. Im Jahr 1925 führte Oskar Haupt die Art Lophiotherium messelense ein, die 1965 in Propalaeotherium messelense umbenannt und 1981 mit P. parvulum synonymisiert wurde. Als Lectotyp gilt ein weitgehend kopfloses Skelett (Exemplarnummer HLMD-Me 58, ursprünglich 4358) aus der Grube Messel, welches erst 2006 von Franzen bestimmt wurde, in Haupts Erstpublikation aber abgebildet ist; diesem Skelett werden auch einige Ober- und Unterkieferfragmente beigeordnet. Die Abspaltung der Gattung Eurohippus von Propalaeotherium erfolgte aufgrund unterschiedlicher anatomischer Merkmale im Schädel- und Skelettbau sowie im Gebiss. Anfänglich führte Franzen die beiden heute anerkannten Vertreter lediglich als Unterarten von E. parvulus, später etablierte er jedoch mit E. messelensis eine eigenständige Art. Eine Studie aus dem Jahr 2020 bezweifelt hingegen die Eigenständigkeit von Eurohippus gegenüber Propalaeotherium und führt als Grund eine fehlende statistische Belastbarkeit der trennenden Merkmale an.